# Laser à l'état solide

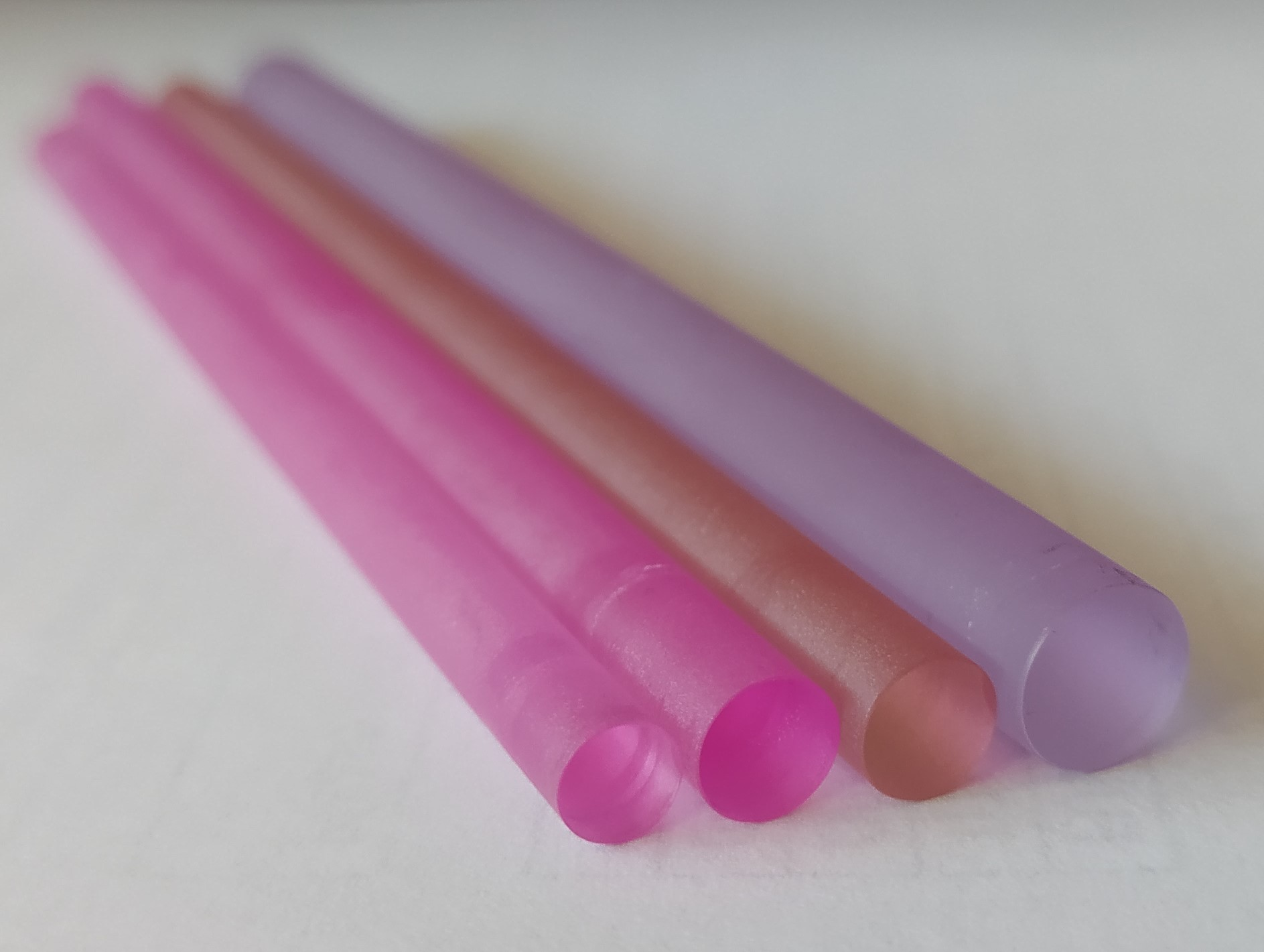
Barreaux laser (de gauche à droite) : rubis, alexandrite, Er:YAG, Nd:YAG

Un laser à l'état solide est un laser qui utilise un milieu amplificateur qui est un solide, plutôt qu'un liquide comme dans un laser à colorant ou un gaz comme dans un laser à gaz (en). Les lasers à semi-conducteur sont également à l'état solide, mais sont généralement considérés comme une famille distincte des lasers à l'état solide, appelés diodes laser.

## Milieu amplificateur solide
Généralement, le milieu actif d'un laser à l'état solide est constitué d'un matériau « hôte » verre ou cristallin, auquel est ajouté un « dopant » tel que le néodyme, le chrome, l'erbium, le thulium ou l'ytterbium. La plupart des dopants communs sont des ions de terres rares, car les états excités de ces ions ne sont pas fortement couplés aux vibrations thermiques de leurs réseaux cristallins (phonons), et leurs seuils de fonctionnement (en) peuvent être atteints avec des intensités de pompage optique relativement faibles.
Il existe plusieurs centaines de milieux amplificateurs solides dans lesquels l'effet laser a été obtenu, mais seulement quelques types sont d'un usage courant. Parmi ceux-ci, le plus courant est probablement le grenat d'yttrium-aluminium dopé au néodyme (Nd:YAG). Le verre dopé au néodyme (Nd:verre) et les verres ou les céramiques dopés à l'ytterbium sont utilisés à de très hauts niveaux de puissance (térawatts) et de hautes énergies (mégajoules), pour la confinement inertiel par laser multi-faisceau.
Le premier matériau utilisé dans les lasers furent les cristaux de rubis synthétiques. Les lasers à rubis sont encore utilisés dans quelques applications, mais ils ne sont pas très courants à cause de leur faible rendement énergétique. A température ambiante, les lasers à rubis émettent seulement de courtes impulsions de lumière, mais aux températures cryogéniques ils sont capables d'émettre un train continu d'impulsions.
Le fluorure de calcium dopé à l'uranium fut le second type de laser à l'état solide inventé, dans les années 1960. Peter Sorokin et Mirek Stevenson dans les laboratoires IBM de Yorktown Heights (US) obtinrent un rayonnement laser à 2,5 µm peu de temps après le laser à rubis de Maiman.
Certains lasers à l'état solide peuvent également être accordables (en) utilisant plusieurs techniques intracavités, qui utilisent des étalons, des prismes et des réseaux, ou une combinaison de ceux-ci. Le saphir dopé au titane est largement utilisé pour son large domaine d'accord, de 660 à 1080 nanomètres. Les lasers à alexandrite (en) sont accordables entre 700 et 820 nm et fournissent des impulsions à plus haute énergie que les lasers titane-saphir à cause du temps de stockage d'énergie du milieu actif plus élevé et de leur seuil d'endommagement (en) plus élevé.

## Pompage
Les milieux amplificateurs à l'état solide sont très généralement pompés optiquement, utilisant soit une lampe flash, soit une lampe à arc, ou des diodes laser. Les lasers DPSS (en) sont beaucoup plus efficaces et sont devenus beaucoup plus courants depuis que le coût des lasers à semiconducteur à haute puissance a fortement baissé.

## Blocage de mode
Le blocage de mode des lasers à l'état solide et des lasers à fibre a de nombreuses applications, car des impulsions ultra-courtes de forte énergie peuvent être obtenues. Il existe deux types d'absorbants saturables qui sont largement utilisés en blocage de mode : SESAM,, et SWCNT. Le graphène a également été utilisé,,. Ces matériaux utilisent un composant optique non linéaire appelé absorbant saturable pour créer des impulsions laser ultra-courtes.

## Applications actuelles et développements
Des lasers à l'état solide sont en cours de développement comme armes optionnelles pour le F-35 Lightning II, et ont atteint un statut presque opérationnel,,, ainsi que l'introduction du système d'arme laser FIRESTRIKE de Northrop Grumman,. En avril 2011, l'United States Navy a testé un laser à l'état solide à haute énergie. Sa portée exacte est classifiée, mais elle a affirmé qu'elle atteignait « des miles, pas des pieds »,.
En 2017, l'US Army se préparait à tester un système[Lequel ?] laser monté sur camion utilisant un laser à fibre de 58 kW. La polyvalence du laser à l'état solide ouvre des perspectives d'utilisation allant des drones jusqu'aux grands navires, à différents niveaux de puissance. Le nouveau laser injecte 40 % de l'énergie disponible dans le faisceau, ce qui est considéré comme très élevé pour des lasers à l'état solide. Puisque de plus en plus de véhicules et de camions militaires utilisent des moteurs hybrides et des systèmes de propulsion avancés qui produisent de l'électricité pour des applications comme les lasers, celles-ci sont à coup sûr amenées à se répandre sur les camions, les drones, les navires, les hélicoptères et les avions.